# レーザー学会
一般社団法人レーザー学会（レーザーがっかい）は、1973年に創立された学会である。英語名はThe Laser Society of Japanであり、略称はLSJ。レーザーに関する分野のみを扱う、専門的な学会である。会員数は2006年9月25日現在で1459人。

## 概要
毎年、1月に学術講演会を開いている。
毎年、4月にはパシフィコ横浜にてレーザー技術専門展示会レーザーEXPO（事務局：オプトロニクス社）を主催。また、2009年開催からレーザー学会産業賞を創設。同展示会初日に表彰式を行う。

## レーザー学会産業賞
受賞対象部門は以下の通り。
- 装置・システム部門（各種レーザー装置・レーザー応用生産システム等）
- コンポーネント・デバイス部門（レーザーダイオード・非線形結晶・光学コンポーネント等）
- 産業応用部門（自動車製造・設備補修・診断への応用等）

実績を重視した『優秀賞』および将来性を重視した『奨励賞』を上記3部門に与える．

## 賞
- 論文賞
- 進歩賞
- 奨励賞
- 優秀論文発表賞

## 刊行物
- レーザー研究
- 研究会報告